# (This Discussion Is) Off the Record
 (décembre 2023).
 (décembre 2023).
 (décembre 2023).
La mise en forme du texte ne suit pas les recommandations de Wikipédia : il faut le « wikifier ».
Les points d'amélioration suivants sont les cas les plus fréquents. Le détail des points à revoir est peut-être précisé sur la page de discussion.
- Les titres sont pré-formatés par le logiciel. Ils ne sont ni en capitales, ni en gras.
- Le texte ne doit pas être écrit en capitales (les noms de famille non plus), ni en gras, ni en italique, ni en « petit »…
- Le gras n'est utilisé que pour surligner le titre de l'article dans l'introduction, une seule fois.
- L'italique est rarement utilisé : mots en langue étrangère, titres d'œuvres, noms de bateaux, etc.
- Les citations ne sont pas en italique mais en corps de texte normal. Elles sont entourées par des guillemets français : « et ».
- Les listes à puces sont à éviter, des paragraphes rédigés étant largement préférés. Les tableaux sont à réserver à la présentation de données structurées (résultats, etc.).
- Les appels de note de bas de page (petits chiffres en exposant, introduits par l'outil «  Source ») sont à placer entre la fin de phrase et le point final[comme ça].
- Les liens internes (vers d'autres articles de Wikipédia) sont à choisir avec parcimonie. Créez des liens vers des articles approfondissant le sujet. Les termes génériques sans rapport avec le sujet sont à éviter, ainsi que les répétitions de liens vers un même terme.
- Les liens externes sont à placer uniquement dans une section « Liens externes », à la fin de l'article. Ces liens sont à choisir avec parcimonie suivant les règles définies. Si un lien sert de source à l'article, son insertion dans le texte est à faire par les notes de bas de page.
- La présentation des références doit suivre les conventions bibliographiques. Il est recommandé d'utiliser les modèles {{Ouvrage}}, {{Chapitre}}, {{Article}}, {{Lien web}} et/ou {{Bibliographie}}. Le mode d'édition visuel peut mettre en forme automatiquement les références.
- Insérer une infobox (cadre d'informations à droite) n'est pas obligatoire pour parachever la mise en page.

Pour une aide détaillée, merci de consulter Aide:Wikification.
Si vous pensez que ces points ont été résolus, vous pouvez retirer ce bandeau et améliorer la mise en forme d'un autre article.
(This Discussion Is) Off the Record est une œuvre documentaire interactive développée par la journaliste et directrice Nirit Peled, en 2023.

## Description
Cette œuvre est réalisée et produite aux Pays-Bas et est d'une durée de 50 minutes. Il s'agit d'une performance documentaire à partir d'une enquête d'une dizaine d'années sur les conséquences et risques du profilage algorythmique de la police néerlandaise. Ce sujet est aussi le thème du documentaire Mothers par Nirit Peled.
Le documentaire est transdisciplinaire, entre la performance et la production d'arts visuels. La performance est composée d'une partie avec la journaliste Nirit Peled, l'actrice Janneke Remmers et l'avocat en droits humains Jelle Klaas.
Ce documentaire est réalisé en anglais et en néerlandais.
Les spectateurs reçoivent un livret avec des documents anonymisés issues de l'enquête.

## Synopsis
Le documentaire revient sur un algorithme développé par la police et utilisé comme instrument d'évaluation des risques. Devant un public, Peled présente des personnes individuelles, à la fois comme des humains et comme des ensembles de données, pour montrer le fonctionnement de cet algorithme dans des situations basées sur des événements de la vie réelle. Les personnes qui subissent les conséquences négatives de ce type de profilage n'ont personne vers qui se tourner ; personne n'a de comptes à rendre.
Les personnages principaux sont un journaliste, un policier, un avocat spécialisé dans les droits humains et 125 jeunes. Peled associe une imagination radicale à une recherche approfondie pour poser ces questions : La vie d'une personne peut-elle vraiment être saisie dans des données ? Qui écrit le scénario qui dicte nos vies ?

## Fiche technique
- Directrice : Nirit Peled
- Co-directrice : Anne Maike Mertens
- Production : Nienke Huitenga, Titus Nouwens
- Collaborateurs Janneke Remmers, Jelle Klaas
- Technical artist : Leeze Pritychenko, Keez Duyves, Aron Fels
- Animation : Amir Avraham, Leeza Pritychenko, Amit Pali, C'Cesirhe Lesley Sidney, IDLab
- Musique : Juho Nurmela
- Narration :' Nirit Peled, Janneke Remmes, Jelle Klaas.
- Scénario : Nirit Peled
- Screening copy : Nirit Peled

## Subventions
(This Discussion Is) Off the Record est subventionné par le Film Funds DocLab Interactive en 2023,.
Le projet reçoit 10 000 euros pour permettre sa réalisation.

## Distinctions
Ce documentaire interactif est présenté au Film Documentaire International Amsterdam (International Documentary Film Amsterdam - IDFA) en 2023.